# Seetepibré II
Seetepibré Seuesequetaui (também Seetepibré I ou Seetepibré II dependendo do estudioso) foi um faraó egípcio da XIII dinastia durante o início do Segundo Período Intermediário, possivelmente o quinto ou décimo rei da dinastia.

## Posição cronológica
A posição de Seetepibré Seuesequetaui na XIII dinastia não é totalmente clara. No cânone de Turim, uma lista de reis redigida no início do período Raméssida, dois reis são listados com o nome "Seetepibré", ambos na coluna 7 (que lista principalmente reis da XIII dinastia). O primeiro "Seetepibré" aparece como o quarto rei da dinastia e o outro como o oitavo. Portanto, a posição cronológica exata de Seetepibré Seuesequetaui não pode ser determinada usando apenas o cânone de Turim. De acordo com os egiptólogos Kim Ryholt e Darrell Baker, Seetepibré Seuesequetaui foi na verdade o décimo rei da dinastia, reinando por dois anos de 1 783 a.C. até 1 781 a.C.. Eles acreditam que o primeiro "Seetepibré" é um erro resultante da corrupção do nome de Hotepibré Quemau Siarnedijeritefe. Eles propõem ainda que o autor da lista não inclua dois reis, Nericaré e Ameni Quemau, tornando artificialmente Seetepibré Seuesequetaui o oitavo rei quando era o décimo. Por outro lado, Detlef Franke e Jürgen von Beckerath veem Seetepibré Seuesequetaui como o primeiro "Seetepibré" listada no cânone de Turim e, portanto, como o quinto rei da dinastia. Franke e von Beckerath identificam o segundo "Seetepibré" com Hotepibré Quemau Siarnedijeritefe.

## Atestados
Por muito tempo, Seetepibré era conhecido apenas pelo cânone de Turim e por um único selo cilíndrico de lápis-lazúli. O selo, de proveniência desconhecida, foi comprado por um colecionador particular no Cairo e finalmente vendido em 1926 para o Metropolitan Museum of Art, onde agora está em exibição. O selo carrega o prenome de Seetepibré e é dedicado a "Hator, Senhora de [Biblos]". O selo é ainda inscrito com o nome em cuneiforme de um governador de Biblos chamado Iaquinlu. O arqueólogo William F. Albright começou por identificar Iaquinlu com um governador de Iaquim, atestada em uma estela descoberto em Biblos e representando seu filho, Iantinu, sentado em um trono ao lado da cartela de Neferotepe I. Se a hipótese de Albright estiver correta, Seetepibré estaria uma geração a menos do Neferotepe I.
O principal atestado contemporâneo de Seetepibré é uma estela publicada em 1980 e descoberta antes em Gebel Zeite, no Mar Vermelho, onde as minas de galena estavam localizadas. A estela tem o nome de um rei Seetepibré junto com o nome de Hórus Seuesequetaui. Esta estela, contemporânea ao seu reinado, confirma ainda mais a existência deste rei.
Além disso, dois escaravelhos encontrados nos escombros do cemitério da pirâmide norte em Lixte levam o nome Seetepibré, escrito sem cartela ou título real. Um escaravelho virtualmente idêntico também foi encontrado em Tel Calves em um contexto da Idade do Bronze Médio (em paralelo com o Segundo Período Intermediário no Egito). Se estes se referem ao mesmo indivíduo, não é certo.

## Titulatura
|                |   |             |    |
| \| \| \| \| \| |   |             |    |
|                |   |             |    |
| ra             | s | Htp · t · p | ib |

| ra | s | Htp · t · p | ib |

|                |   |             |    |
| \| \| \| \| \| |   |             |    |
|                |   |             |    |
| ra             | s | Htp · t · p | ib |

| ra | s | Htp · t · p | ib |

|                |   |             |    |
| \| \| \| \| \| |   |             |    |
|                |   |             |    |
| ra             | s | Htp · t · p | ib |

| ra | s | Htp · t · p | ib |

|                |   |             |    |
| \| \| \| \| \| |   |             |    |
|                |   |             |    |
| ra             | s | Htp · t · p | ib |

| ra | s | Htp · t · p | ib |

| V10A | N5 | s | R4 · Q3 | ib | Z1 | HASH | V11A | G7 | HASH |

| V10A | N5 | s | R4 · Q3 | ib | Z1 | HASH | V11A | G7 | HASH |

| G5 |

| G5 |

| s | w | s | x · W10 | tA · tA |

| s | w | s | x · W10 | tA · tA |